# Магнум з пояском

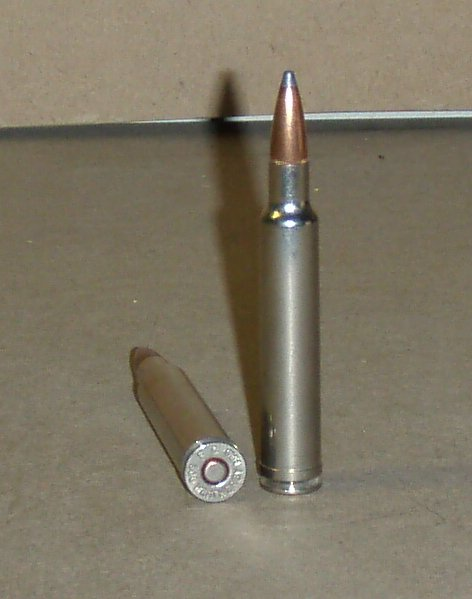
У нижній частині можна побачити поясок (.300 Weatherby Magnum)

Термін магнум з пояском або гільза з пояском відноситься до будь-якого набою, але загалом до гвинтівкових набоїв, з гільзою з яскраво вираженим "пояском" навколо бази розташований на 2–4 мм над канавкою фланцю.
Цю конструкцію розробила британська збройна компанія Holland &amp; Holland для створення дзеркального зазору для більш потужних набоїв. Прямі гвинтівкові набої магнум через відсутність плеча можуть буди дослані глибше в камору ніж потрібно, а тому це може призвести до виходу зброї з ладу при занад-то великому дзеркальному зазорі. Саме додавання пояску дало змогу запобігти надмірному досиланню набою. Прикладом, американського використання такої конструкції є набій .458 Winchester Magnum, який є важким набоєм магнум з прямою гільзою.
Багато набоїв класу "magnum" створені на базі оригінального набою .375 H&amp;H, тому з часом поясок став стандартним атрибутом таких набоїв. Багато таких набоїв кінця століття мають такий поясок, але не завжди потребують його.
В останнє десятиліття, з'явилася тенденція на випуск набоїв магнум без пояска, майже завжди це конструкції з плечами, тому зникає потреба в використанні поясків.